# Antephyra limacis
Antephyra limacis är en kräftdjursart som beskrevs av Schultz 1978. Antephyra limacis ingår i släktet Antephyra och familjen Dajidae. Inga underarter finns listade i Catalogue of Life.